# SOS Gute
SOS Gute är en svensk dokumentärserie som sändes på Kanal 5 tre säsonger under 2008, 2009 och 2019. Serien handlade om räddningstjänsten och polisen på Gotland där man fick följa dem i deras arbete.